# 草木頼幸
草木 頼幸（くさき よりゆき）は、大和総研ホールディングス社長。

## 経歴
明治大学商学部卒業。
1980年、大和証券入社。専務取締役営業本部長などを経て、2012年に代表取締役副社長に就任。同年、大和証券グループの金融持株会社である大和証券グループ本社の取締役兼執行役副社長にも就任。2016年、
大和総研ホールディングス代表取締役社長、大和総研代表取締役社長、大和総研ビジネス・イノベーション代表取締役社長に就任。